# Anna Biolay
Pour les articles homonymes, voir Biolay.
 (avril 2024).
Si vous disposez d'ouvrages ou d'articles de référence ou si vous connaissez des sites web de qualité traitant du thème abordé ici, merci de compléter l'article en donnant les références utiles à sa vérifiabilité et en les liant à la section « Notes et références ».
Anna Biolay est une actrice française née le 22 avril 2003 à Paris.

## Biographie
Anna Biolay est la fille de l'actrice Chiara Mastroianni et du chanteur Benjamin Biolay.
En 2023, elle tient un second rôle dans le drame historique Rosalie de la réalisatrice Stéphanie Di Giusto. Elle y partage l'affiche avec Nadia Tereszkiewicz, Benoît Magimel, et son propre père Benjamin Biolay. Présenté dans la sélection du 77e Festival de Cannes en 2024, le film reçoit un accueil dans l'ensemble positif, mais Anna Biolay est victime de critiques liées à son statut de « nepo baby » et à son physique.

## Filmographie

### Cinéma
- 2013 : Doutes de Yamini Lila Kumar : l'enfant
- 2014 : Office du tourisme de Benjamin Biolay (court métrage) : Paola
- 2023 : Rosalie de Stéphanie Di Giusto : Jeanne
- 2024 : Leurs enfants après eux de Ludovic Boukherma et Zoran Boukherma : la cousine d'Anthony

### Télévision
- 2022 : Capitaine Marleau de Josée Dayan, saison 4, épisode 7 La Der des der (série télévisée) : Elena
- 2022 : Chevrotine de Lætitia Masson  (téléfilm) : Charlie
- 2023 : La Vie, l'amour, tout de suite de Nicolas Cuche (téléfilm)
- 2024 : Nudes, épisodes 5, 6, 7 de Sylvie Verheyde (série télévisée) : Camille